# Mundopa vagans
Mundopa vagans är en insektsart som beskrevs av William Lucas Distant 1911. Mundopa vagans ingår i släktet Mundopa och familjen kilstritar. Inga underarter finns listade i Catalogue of Life.